# 정치사회학
정치사회학(政治社會學, Political Sociology)은 정치학과 사회학 간의 학제적 접근을 통해 정치현상을 해명하려고 하는 사회학의 한 영역이다.
정치학에서는 경제학적 기법을 도입한 합리적 선택 이론이 널리 수용될 때까지 실증 연구에서 사회학적 접근이 많이 이용되어왔다. 예를 들면 관료제와 관료기구에 대해서는 행정학 및 사회학의 양쪽에서 접근되어 왔으며, 정치사회학은 사회학적 분석 방법을 이용하여 정치 현상을 분석한다는 의미에서 정치학이기도 사회학이기도 하다. 
주로 여겨지는 주제는 여론 형성 이론, 투표 행위 이론, 관료제 연구 등이 있으며, 사회학 연구의 기본인 인간과 인간, 기구와 인간, 기구와 기구가 만들어내는 '관계'에 초점을 경우가 많다. 또한 민족성 · 이민 · 빈곤 연구 (개발론) 등 인종 간, 국가와 지역들이 만들어내는 관계에서 생기는 정치적 문제들을 다루는 국제정치학 (국제관계학)과의 관계도 깊다.

## 같이 보기
- 정치철학
- 정치적 스펙트럼

## 참고 자료
- 잡지 International Political Sociology
- 최근 저서 Thomas Janoski , Cedric de Leon, Joya Misra, Isaac William Martin eds., The New Handbook Of Political Sociology, Cambridge University Press 2020.